# Gazzo Veronese
Gazzo Veronese é uma comuna italiana da região do Vêneto, província de Verona, com cerca de 5.490 habitantes. Estende-se por uma área de 56,77 km², tendo uma densidade populacional de 98 hab/km². Faz fronteira com Casaleone, Nogara, Ostiglia (MN), Sanguinetto, Serravalle a Po (MN), Sorgà, Sustinente (MN), Villimpenta (MN).

## Demografia
| Variação demográfica do município entre 1861 e 2011                               |
|                                                                                   |
| Fonte: Istituto Nazionale di Statistica (ISTAT) - Elaboração gráfica da Wikipedia |